# Herenstraat (Leiden)
De Herenstraat is een straat in de Nederlandse stad Leiden. De straat maakt deel uit van de Tuinstadwijk en loopt van de Witte Singel naar de spoorlijn tussen Leiden Centraal en Lammenschans. Het is een winkelstraat, met voorzieningen voor de omliggende wijk.
De Herenstraat is een van de beeld- en structuurbepalende straten van het beschermd stadsgezicht Zuidelijke Schil.

## Geschiedenis
De stad Leiden annexeerde in 1386 een deel van het grondgebied van Zoeterwoude, om de stad tussen Rapenburg en Witte Singel te kunnen uitbreiden. Vanaf die tijd werd de weg die thans als Herenstraat bekendstaat, de belangrijkste uitvalsweg naar Zoeterwoude. De straat lag echter op het grondgebied van Zoeterwoude en niet op dat van Leiden. Pas met de annexatie van 1896 kwam de straat binnen de stadsgrenzen te liggen.  Op oude kaarten staat de weg soms vermeld als Heirwegh, Heerenwegh naar Zoeterwoude, Koepoortswegh of Zoeterwoudseweg.

## Geboren
- 16 mei 1893: Paul van Kempen, dirigent (op toen nog Zoeterwouds grondgebied).